# Greenfield (Iowa)
Greenfield és una població dels Estats Units a l'estat d'Iowa. Segons el cens del 2000 tenia 2.129 habitants.

## Demografia
Segons el cens del 2000, Greenfield tenia 2.129 habitants, 937 habitatges, i 580 famílies. La densitat de població era de 451,7 habitants/km².
Dels 937 habitatges en un 26,8% hi vivien nens de menys de 18 anys, en un 52,1% hi vivien parelles casades, en un 6,9% dones solteres, i en un 38% no eren unitats familiars. En el 34,2% dels habitatges hi vivien persones soles el 19,9% de les quals corresponia a persones de 65 anys o més que vivien soles. El nombre mitjà de persones vivint en cada habitatge era de 2,2 i el nombre mitjà de persones que vivien en cada família era de 2,82.
Per edats la població es repartia de la següent manera: un 22,6% tenia menys de 18 anys, un 6,5% entre 18 i 24, un 24,5% entre 25 i 44, un 20,4% de 45 a 60 i un 26% 65 anys o més.
L'edat mediana era de 42 anys. Per cada 100 dones de 18 o més anys hi havia 84 homes.
La renda mediana per habitatge era de 33.869 $ i la renda mediana per família de 42.872 $. Els homes tenien una renda mediana de 29.792 $ mentre que les dones 22.091 $. La renda per capita de la població era de 19.444 $. Entorn del 7,7% de les famílies i el 10,6% de la població estaven per davall del llindar de pobresa.

## Poblacions més properes
El següent diagrama mostra les poblacions més properes.